# ロバート・カール
ロバート・カール（Robert Floyd Curl, Jr.、1933年8月23日 - 2022年7月3日）は、アメリカ合衆国の化学者。ライス大学の化学分野の名誉教授である。1996年に、フラーレンを見つけた業績により、ライス大学のリチャード・スモーリー、サセックス大学のハロルド・クロトーとともにノーベル化学賞を授与された。

## 生涯
ロバートはテキサス州のアリスに生まれ、1954年にライス大学で学士号を、1957年にカリフォルニア大学バークレー校で博士号を取得した。
1998年にアメリカ芸術科学アカデミー会員に選出。物理化学、DNAの遺伝子型とシークエンス装置、量子カスケードレーザーを基にした中赤外線ガスモニター装置の開発に注力していたが、2022年7月3日、死去。88歳没。

## 受賞歴
- 1992年 ジェームス・C・マックグラディ新材料賞
- 1996年 ノーベル化学賞
- 1998年 センテナリー賞